# Парламентський суверенітет
Парламентський суверенітет, також парламентське верховенство / гегемонія чи законодавче верховенство, є концепцією конституційного права деяких парламентських демократій. Вона передбачає, що орган законодавчої влади має абсолютний суверенітет і є вищим над усіма іншими державними установами, включаючи органи виконавої та судової влади. Вона також передбачає, що законодавчий орган може змінювати або скасовувати будь-яке попереднє законодавство, і тому він не пов'язаний писаним законом (в деяких випадках навіть конституцією) або прецедентом. Для внесення змін до конституції зазвичай потрібна кваліфікована більшість, часто дві третини голосів замість половини.
У деяких країнах парламентський суверенітет може бути протиставлений поділу влади та конституціоналізму, який обмежує сферу діяльності законодавчого органу, часто до загальної законотворчості, і робить його об'єктом зовнішнього судового контролю, коли закони, прийняті законодавчим органом, можуть бути визнані недійсними за певних обставин.
До держав, які мають суверенні законодавчі органи, належать: Велика Британія, Нова Зеландія, Нідерланди, Швеція, Фінляндія, та Ямайка.